# Phaselia anastomosaria
Phaselia anastomosaria là một loài bướm đêm trong họ Geometridae.